# Plectoplebeia nigrifacies
Plectoplebeia é um gênero de abelha sem ferrão encontrado na América do Sul, mais especificamente na Bolívia. Existem por volta de 500 espécies de abelhas sem ferrão no mundo catalogadas em diversos gêneros diferentes. Muitas espécies ainda não foram descobertas e outras estão passando por revisões para reenquadrá-las como novas espécies ou pertencentes a outros gêneros.
Existem até o momento apenas 1 espécie de Plectoplebeia catalogada, sendo ela:
| Gênero        | Espécie                   | Nome popular (se tiver)   |
| Plectoplebeia | Plectoplebeia nigrifacies | Plectoplebeia nigrifacies |